# Golești (Vâlcea)
Goleşti es una comuna ubicada en el distrito Vâlcea, Rumania.

## Superficie
Posee una superficie de 60,73 kilómetros cuadrados.

## Demografía
Hasta 2021 la población era de 2549 habitantes, con una densidad de población de 41,97 habitantes por kilómetro cuadrado.